# ملح راينكه
ملح راينكه هو مركب كيميائي صيغته C4H12N7OCrS4، والتي يمكن كتابتها على الشكل NH4[Cr(NCS)4(NH3)2]·H2O، ويوجد على هيئة صلب بلوري أحمر اللون. يصنف المركب ضمن المعقدات التناسقية، وهو معقد أميني، وينسب اسمه إلى العالم الكيميائي ألبرت راينكه  Albert Reinecke الذي كان أول من حضره سنة 1863.

## التحضير
يحضر المركب من تفاعل ثيوسيانات الأمونيوم مع ثنائي كرومات البوتاسيوم؛ أو مع ثنائي كرومات الأمونيوم.

## الخواص
يوجد المركب في الشروط القياسية على هيئة صلب بلوري، ذي لون أحمر، وهو ينحل في الماء الساخن، كما ينحل أيضاً في الإيثانول والأسيتون.
تتكون بنية هذا الملح المعقد من ذرة كروم مركزية محاطة بأربع ربيطات من NCS استوائية بالإضافة إلى ربيطتين محوريتين متعامدتين على المستوي من الأمونيا، وذلك وفق بنية جزيئية ثمانية السطوح؛ وعادةً ما يتبلور مع جزيء واحد من الماء.

## الاستخدامات
كان للمركب استخدامات في مجال الكشف التقليدي عن الكاتيونات في الكيمياء التحليلية.